# Sud Ràdio
Sud Ràdio (en francés, Sud Radio) és una emissora de ràdio privada de caràcter generalista amb vocació nacional francesa. S'emet principalment a Occitània i a Illa de França.
Va nàixer a Andorra amb la intenció d'esquivar la legislació francesa, que prohibia les emissores comercials privades. Abans de ser autoritzada a emetre al territori francés l'any 1981, emetia en ona mitjana. Al llarg de la seva història, ha arribat tindre tres estudis diferents: a Andorra (Andorra la Vella), a prop de Tolosa de Llenguadoc (a Labeja) i a París des del 2017.
Sud Ràdio és una filial de Fiducial Médias, sent membre de Les Indés Radios i del Syndicat des radios indépendantes (SIRTI). A partir del 2010, Sud Ràdio és criticada pel fet de donar espai a les idees conspiracionistes i d'extrema dreta.

## Història

### 1951-1958: naixement
L'any 1951, Stanislas Puiggros, que va ajudar a crear Ràdio Andorra, proposa al govern francés la venda d'una llicència d'explotació radiofònica del 1935. El president francès, Vincent Auriol, va ordenar iniciar negociacions amb les autoritats andorranes per tal de construir una emissora de ràdio. Així, el 29 d'octubre del 1951, es va constituir Andorradio SA, amb una participació del 51% de l'empresa Sofirad. L'any 1954, entre l'11 i el 22 d'octubre, es realitzen proves tècniques d'Andorre Radio als 367 metres de l'ona mitjana.

### 1958-1986: ràdio perifèrica francesa
Finalment, per tal de contrarestar Ràdio Andorra, el 18 de setembre de 1958, comença a emetre Radiodiffusion des Vallées d'Andorre-Andorradio, que l'any 1959 va agafar el nom d'Andorràdio.
L'any 1959, després de deu anys sense emissió en català a Ràdio Andorra, començaren les emissions en català a Andorràdio, amb programació majoritàriament en francés. L'any 1960, Andorràdio és reanomenada Ràdio de les Valls d'Andorra-Andorràdio (en francès, Radio des Vallées d'Andorre-Andorradio), incloent, a més, el castellà a la seva programació.
El 29 de març de 1961, en virtut d'un acord amb el Consell General de les Valls d'Andorra, s'autoritza Ràdio de les Valls i Ràdio Andorra a emetre des d'Andorra durant vint anys. Així, Ràdio Andorra s'orientarà cap a Espanya i l'emissió internacional, i Ràdio de les Valls d'Andorra, que perdrà el nom d'Andorràdio per a evitar confusions, cap a França. El mateix any, adoptarà el nom de Ràdio de les Valls-Andorra 1 (en francès, Radio des Vallées-Andorre 1).
Al mes de maig del 1964, s'inaugura l'emissor d'ona mitjana del Pic Blanc, a prop del Port d'Envalira, a 2650 metres d'altitud, des d'on Ràdio de les Valls-Andorra 1 comença a emetre.
Entre el 15 de juliol de 1964 i novembre de 1965, Ràdio de les Valls-Andorra 1 comparteix la seva freqüència amb Radio Monte-Carlo (RMC), de la mateixa companyia, SOFIRAD, la qual cosa l'obliga a reduir la seva programació.
L'any 1966, Ràdio de les Valls-Andorra 1 canvia el seu nom pel de Sud Ràdio, mantenint l'eslògan Radio des Vallées, i abandona les emissions en castellà. Es modernitza l'emissor del Pic Blanc, a prop del Pas de la Casa, que obté una potència d'emissió de 900 kW.
A més, entre els anys 1966 i 1981, Sud Ràdio disposa d'una freqüència en FM (98.9 FM), emetent des del Pic del Maià (també a prop del Pas de la Casa). Així, l'emissora serà molt escoltada a Migdia-Pirineus, Llenguadoc-Rosselló i Aquitània). A l'FM andorrana, Sud Ràdio encara utilitzava l'indicatiu Ràdio de les Valls, emetent música catalana, així com debats i informació en català
En aquesta època, Sud Ràdio posseeix tres estudis: un al número 7 de l'Avinguda de Meritxell d'Andorra la Vella, un altre a la Carrièra d'Alsàcia e Lorena de Tolosa de Llenguadoc, i un altre als locals de la Sofirad, al carrer Colisée de París.
L'any 1977, finalitzen els programes de Sud Ràdio en català, tot i que a l'inici i al final de la programació es continuen fent salutacions en català.
El 29 de març de 1981, s'acaba la concessió de Sud Ràdio i les autoritats andorranes tanquen l'emissor del Pic Blanc. Així, el 29 de març de 1981, Sud Ràdio cessa les emissions, que reprengueren breument entre el 30 de març i el 3 d'abril, i a partir del 6 d'abril, quan s'allarga la concessió de Sud Ràdio (però no la de Ràdio Andorra) per una durada de 6 mesos. A les 20:48 hores del 6 de novembre de 1981, es talla definitivament l'emissió de Sud Ràdio.
Aquest mateix any, aprofitant que s'acabava de suprimir el monopoli de Radio France per a l'emissió des de França, Sud Ràdio obté l'autorització per a emetre tant a l'FM com a la freqüència d'ona mitjana de France Inter des de Gaure, a prop de Tolosa de Llenguadoc.
Amb la creació de l'ENAR (Entitat Nacional Andorrana de Radiodifusió) el 10 de febrer de 1983, el 16 de març del mateix any, Sud Ràdio torna a emetre des d'Andorra. La freqüència de Sud Ràdio estava cogestionada per Gestival, filial de la SOFIRAD (França) i per l'ENAR, fet que obligava l'emissora a emetre salutacions i un comiat en català.
Aquesta situació va durar fins al 31 d'agost del 1987, quan l'emissora, que aleshores ja només comptava amb 7 treballadors, va abandonar definitivament el Principat.

### 1986-1994: ràdio regional francesa[calcitació]
Al mes de març de 1986, Sud Ràdio rep l'autorització d'emetre a l'FM del sud de França. Al 1987, Sud Ràdio deixa definitivament Andorra i deixa d'emetre les salutacions en català i l'himne andorrà, transformant-se en emissora regional del sud de França.
L'edifici on se situava l'emissora, ubicat al pic Blanc, a 2.500 m d'altitud, va quedar en desús. El 2016 Bomosa va guanyar la concessió per construir-hi un centre d'alt rendiment esportiu, que va anomenar inicialment Cramea. El projecte va patir retards a causa d'un recurs judicial (havia d'inaugurar-se el 2019) i el 2023 es va reprendre, amb un nou nom, Icònic. Bomosa va encarregar a una empresa especialitzada les tasques de descontaminació de les instal·lacions d’amiant i d'altres productes químics i va retirar-ne el mobiliari i la maquinària que encara hi havia. Antics col·laboradors de Sud Ràdio i altres persones interessades per la conservació del patrimoni, agrupats sota el col·lectiu Les Sudistes, van reclamar la conservació dels transmissors i altres èquips tècnics, però tècnics contractats pel Departament de Patrimoni Cultural del Govern d'Andorra van avaluar que tenien un valor històric escàs.
Al 1987, els laboratoris Pierre Fabre prenen el control de Sud Ràdio amb l'ajuda d'inversors regionals que, finalment, acabaran formant Sud Communication. Al 1994, cobreix 22 departaments francesos i, al 1997, Sud Ràdio arriba al paquet de Canal Satellite.

### 1994-2010: ràdio amb vocació estatal
Des del 2000, l'emissora emet en digital. Al 2001, el Consell Superior de l'Audiovisual de França (CSA) atribueix quatre noves freqüències a l'emissora a Alvèrnia i el Llemosí. Al novembre de 2005, Sud Communication ven Sud Ràdio i Wit FM a la societat de cartera Sudporters. L'any 2006, es llança una nova graella amb el format xou i informació.
Al 2008, Sud Ràdio trasllada els seus estudis a Labeja, a prop de Tolosa de Llenguadoc, instal·la un corresponent permanent a Marsella, i un emissor a la metròpoli d'Ais de Provença-Marsella-Provença, amb un suplement d'1,3 milions de públic potencial.

### 2010-2011: canvis en la línia editorial
A partir del 2010, la seua línia editorial vira cap al complotisme. Al mes de gener de 2011, Sud Ràdio comença a emetre al 99.9 de l'FM d'Illa de França sota el nom Sud Radio Plus. El mes d'agost de 2011, seguint el model de Radio Monte-Carlo, Sud Ràdio llança una nova graella de programació en què privilegia la paraula donada als oients, amb una perspectiva contrària a la 'correcció política'. El nou eslògan és Ouvrez-la! (Obriu-la!)

### 2011-2013: venda de l'emissora
Al 2012, després de veure el seu fracàs com a radio generalista, Sudporters posa l'emissora a la venda i, finalment, des del 2013, pertany al grup Fiducial.

### 2013-2016: nova línia editorial
El rugbi, que històricament havia estat lligat a l'emissora, és objecte d'una atenció particular a partir del 2014 per tal de revaloritzar-lo i sostindre'l. El 2 de desembre de 2014, la imatge corporativa de l'emissora es renova i esborra definitivament la imatge dels Pirineus, que feia referència a Andorra.

### 2017: establiment total a París
El 27 de juliol de 2017, Sud Ràdio emet el seu darrer butlletí informatiu des de Tolosa de Llenguadoc. Des d'aqueix moment, cap treballador treballa a Tolosa.